# Marionina
Marionina är ett släkte av ringmaskar. Marionina ingår i familjen småringmaskar.

## Dottertaxa tillMarionina, i alfabetisk ordning[1][2]
- Marionina aberrans
- Marionina achaeta
- Marionina adriatica
- Marionina alaskae
- Marionina antipodum
- Marionina apora
- Marionina appendiculata
- Marionina arenaria
- Marionina argentea
- Marionina atrata
- Marionina brevis
- Marionina bulbosa
- Marionina cambrensis
- Marionina cana
- Marionina charlottensis
- Marionina cliarensis
- Marionina coatesae
- Marionina communis
- Marionina crymodes
- Marionina diazi
- Marionina elongata
- Marionina exigua
- Marionina falclandica
- Marionina filiformis
- Marionina gabiae
- Marionina georgiana
- Marionina glandulifera
- Marionina graefei
- Marionina insignis
- Marionina istriae
- Marionina klaskisharum
- Marionina libra
- Marionina limpida
- Marionina litterata
- Marionina macgrathi
- Marionina magnifica
- Marionina mandorae
- Marionina mangle
- Marionina mesopsamma
- Marionina mica
- Marionina micula
- Marionina miniampullacea
- Marionina nea
- Marionina neroutsensis
- Marionina nevisensis
- Marionina oligosetosa
- Marionina paludis
- Marionina preclitellochaeta
- Marionina riparia
- Marionina schrijversi
- Marionina simillima
- Marionina singula
- Marionina sjaelandica
- Marionina southerni
- Marionina spartinae
- Marionina spicula
- Marionina subachaeta
- Marionina sublitoralis
- Marionina subterranea
- Marionina subtilis
- Marionina swedmarki
- Marionina transunita
- Marionina triplex
- Marionina tumulicola
- Marionina ulstrupae
- Marionina waltersi
- Marionina vancouverensis
- Marionina weilli
- Marionina welchi